# Henotesia erebennis
Henotesia erebennis är en fjärilsart som beskrevs av Charles Oberthür 1916. Henotesia erebennis ingår i släktet Henotesia och familjen praktfjärilar. Inga underarter finns listade i Catalogue of Life.